# 坎布里尔斯
坎布里尔斯，是西班牙加泰罗尼亚塔拉戈纳省的一个市镇。总面积35平方公里，总人口2万人（2001年），人口密度600人/平方公里。